# Joseph Bürsgens
Joseph Bürsgens (* 19. Mai 1827 in Streiffeld bei Merkstein; † 9. Januar 1907 ebenda) war ein deutscher Gutsbesitzer und Politiker.

## Leben
Bürsgens war der Sohn des Partikuliers Friedrich Wilhelm Bürsgens (getauft 8. Januar 1791 in Kirchhoven; † 2. April 1876 in Streiffeld) und dessen Ehefrau Anna Maria Theresia geborene Vondenhoff (* 7. August 1795 in Übach; † 2. Januar 1871 in Dtreiffeld). Er war katholisch und heiratete am 25. Mai 1868 in Merkstein Maria Magdalena Keller (* 23. Mai 1840 in Neu Merberen; † vor 1937).
Bürsgens lebte als Gutsbesitzer in Streiffeld. 
Er war von 1883 bis zur Wahlrechtsreform 1888 Abgeordneter für den Stand der Landgemeinden im Wahlkreis Aachen Land und Geilenkirchen im Provinziallandtag der Rheinprovinz.